# Електро-саобраћајна техничка школа „Никола Тесла” Краљево
Електро-саобраћајна техничка школа „Никола Тесла“ је средња школа која се налази у Краљеву и функционише у оквиру образовног система Републике Србије.

## Бивши ученици
- Срећко Лисинац, одбојкаш
- Алекса Перовић, певач